# Liste des plus grands stades du monde

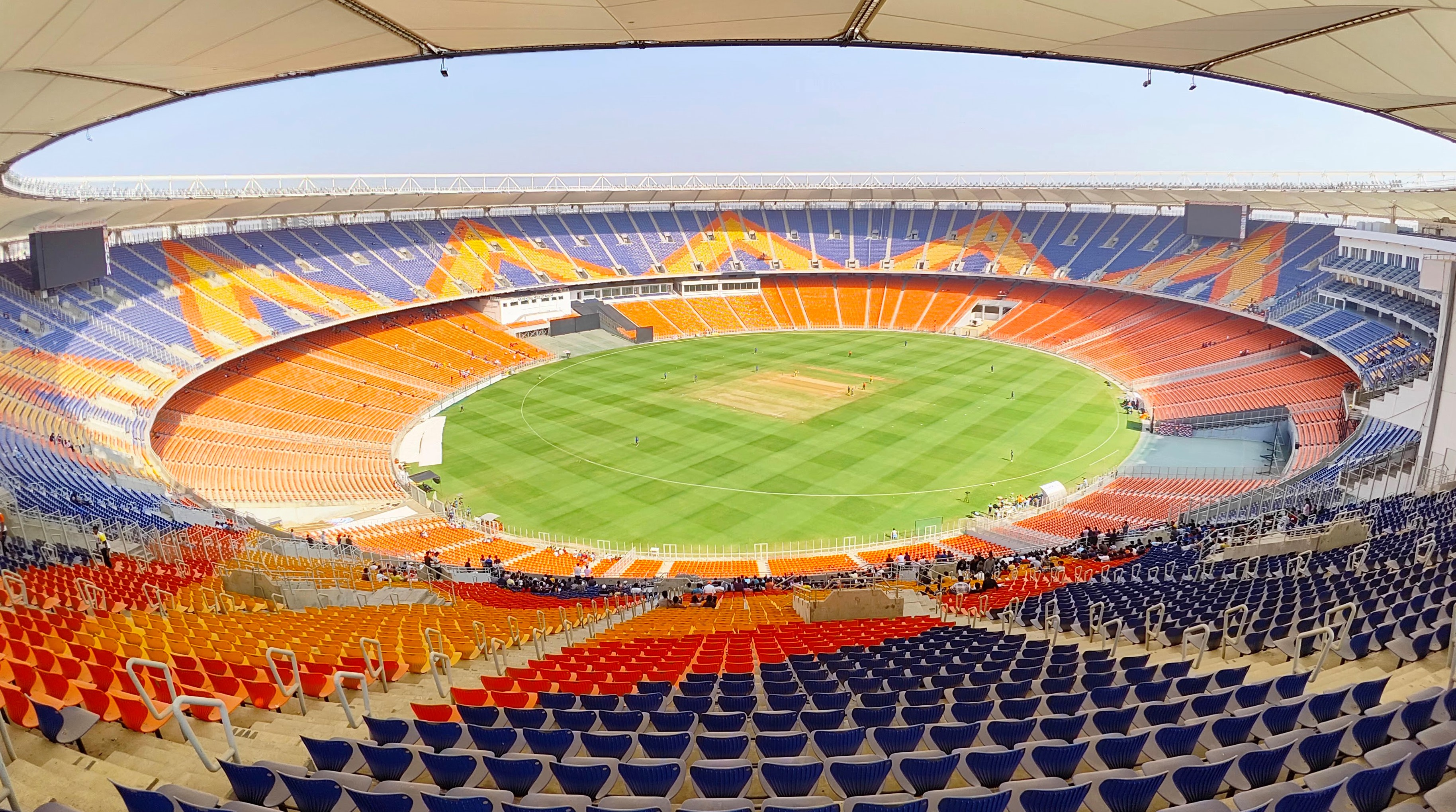
Le stade Narendra Modi à Ahmedabad en Inde.

Cette liste des plus grands stades du monde regroupe tous les stades ayant une capacité d'au moins 60 000 personnes,.
Cette liste ne mentionne que les stades encore utilisés à des fins sportives, hors sports automobiles. Ainsi, l'Indianapolis Motor Speedway avec une capacité de 400 000 spectateurs, le stade de Strahov à Prague avec une capacité de 220 000 personnes ou le Circus Maximus de Rome n'y sont pas répertoriés.

## Liste des stades
Les chiffres présentés ici correspondent à une capacité théorique car certains stades comportent des tribunes sans sièges qui peuvent accueillir un nombre de spectateurs plus important. De plus, dans bien des cas, ces stades ont été successivement agrandis et n’ont atteint que plus tard la capacité indiquée.
| Rang | Nom                                         | Ville               | Pays           | Ouverture | Sports principaux                                      | Capacité |
| ---- | ------------------------------------------- | ------------------- | -------------- | --------- | ------------------------------------------------------ | -------- |
| 1    | Stade Narendra Modi                         | Ahmedabad           | Inde           | 1983      | Cricket                                                | 132 000  |
| 2    | Stade du Premier-Mai                        | Pyongyang           | Corée du Nord  | 1989      | Football                                               | 114 000  |
| 3    | Michigan Stadium                            | Ann Arbor           | États-Unis     | 1927      | Football américain                                     | 107 601  |
| 4    | Beaver Stadium                              | State College       | États-Unis     | 1960      | Football américain                                     | 106 572  |
| 5    | Ohio Stadium                                | Columbus            | États-Unis     | 1922      | Football américain                                     | 102 780  |
| 6    | Kyle Field                                  | College Station     | États-Unis     | 1927      | Football américain                                     | 102 733  |
| 7    | Tiger Stadium                               | Baton Rouge         | États-Unis     | 1924      | Football américain                                     | 102 321  |
| 8    | Neyland Stadium                             | Knoxville           | États-Unis     | 1921      | Football américain                                     | 101 915  |
| 9    | Darrell K Royal-Texas Memorial Stadium      | Austin              | États-Unis     | 1924      | Football américain                                     | 100 119  |
| 10   | Bryant-Denny Stadium                        | Tuscaloosa          | États-Unis     | 1929      | Football américain                                     | 100 077  |
| 11   | Melbourne Cricket Ground                    | Melbourne           | Australie      | 1853      | cricket, Football australien                           | 100 024  |
| 12   | Camp Nou                                    | Barcelone           | Espagne        | 1957      | Football                                               | 99 354   |
| 13   | FNB Stadium                                 | Johannesbourg       | Afrique du Sud | 1989      | Football                                               | 94 736   |
| 14   | Sanford Stadium                             | Athens              | États-Unis     | 1929      | Football américain                                     | 93 033   |
| 15   | Cotton Bowl Stadium                         | Dallas              | États-Unis     | 1932      | Football américain, football                           | 92 100   |
| 16   | Stade de Wembley                            | Londres             | Angleterre     | 1923      | Football                                               | 90 000   |
| 17   | Rose Bowl Stadium                           | Pasadena            | États-Unis     | 1922      | Football américain                                     | 89 702   |
| 18   | Stade de Lusail                             | Lusail              | Qatar          | 2020      | Football                                               | 88 966   |
| 19   | Ben Hill Griffin Stadium                    | Gainesville         | États-Unis     | 1930      | Football américain                                     | 88 548   |
| 20   | Jordan-Hare Stadium                         | Auburn              | États-Unis     | 1939      | Football américain                                     | 88 043   |
| 21   | Stade Azteca                                | Mexico              | Mexique        | 1966      | Football                                               | 87 523   |
| 22   | Stade national Bukit Jalil                  | Kuala Lumpur        | Malaisie       | 1998      | Football                                               | 87 500   |
| 23   | Stade Borg Al Arab                          | Alexandrie          | Égypte         | 2006      | Football                                               | 86 000   |
| 24   | Memorial Stadium                            | Lincoln             | États-Unis     | 1923      | Football américain                                     | 85 458   |
| 25   | Salt Lake Stadium                           | Calcutta            | Inde           | 1984      | Football                                               | 85 000   |
| 26   | Stade Monumental Antonio Vespucio Liberti   | Buenos Aires        | Argentine      | 1938      | Football                                               | 84 567   |
| 27   | MetLife Stadium                             | East Rutherford     | États-Unis     | 2010      | Football américain                                     | 82 500   |
| 28   | Croke Park                                  | Dublin              | Irlande        | 1916      | Sports gaéliques                                       | 82 300   |
| 29   | Stade de Twickenham                         | Londres             | Angleterre     | 1909      | Rugby à XV                                             | 82 000   |
| 29   | Stadium Australia                           | Sydney              | Australie      | 1999      | Rugby à XIII, rugby à XV, Football australien, cricket | 82 000   |
| 31   | Memorial Stadium                            | Clemson             | États-Unis     | 1942      | Football américain                                     | 81 500   |
| 32   | Lambeau Field                               | Green Bay           | États-Unis     | 1957      | Football américain                                     | 81 441   |
| 33   | Signal Iduna Park                           | Dortmund            | Allemagne      | 1974      | Football                                               | 81 365   |
| 34   | Stade Loujniki                              | Moscou              | Russie         | 1959      | Football                                               | 81 000   |
| 35   | Stade de France                             | Saint-Denis (Paris) | France         | 1998      | Football, rugby à XV                                   | 80 698   |
| 36   | Stade Shah Alam                             | Kuala Lumpur        | Malaisie       | 1994      | Football                                               | 80 372   |
| 37   | Gaylord Family Oklahoma Memorial Stadium    | Norman              | États-Unis     | 1923      | Football américain                                     | 80 126   |
| 38   | Stade Monumental                            | Lima                | Pérou          | 2000      | Football                                               | 80 093   |
| 39   | Stade San Siro                              | Milan               | Italie         | 1926      | Football                                               | 80 018   |
| 40   | Stade olympique du Guangdong                | Guangdong           | Chine          | 2001      | Football                                               | 80 012   |
| 41   | Stade des Martyrs                           | Kinshasa            | RD Congo       | 1994      | Football                                               | 80 000   |
| 41   | Stade national de Pékin                     | Pékin               | Chine          | 2008      | Football                                               | 80 000   |
| 41   | AT&T Stadium                                | Arlington           | États-Unis     | 2009      | Football américain                                     | 80 000   |
| 44   | Doak Campbell Stadium                       | Tallahassee         | États-Unis     | 1950      | Football américain                                     | 79 560   |
| 45   | Stade Santiago-Bernabéu                     | Madrid              | Espagne        | 1947      | Football                                               | 78 297   |
| 46   | Stade Azadi                                 | Téhéran             | Iran           | 1971      | Football                                               | 78 116   |
| 47   | Notre Dame Stadium                          | South Bend          | États-Unis     | 1930      | Football américain                                     | 77 622   |
| 48   | Stade olympique Atatürk                     | Istanbul            | Turquie        | 2001      | Football                                               | 77 563   |
| 49   | Williams-Brice Stadium                      | Columbia            | États-Unis     | 1934      | Football américain                                     | 77 559   |
| 50   | Los Angeles Memorial Coliseum               | Los Angeles         | États-Unis     | 1923      | Football américain                                     | 77 500   |
| 51   | Stade Gelora-Bung-Karno                     | Jakarta             | Indonésie      | 1962      | Football                                               | 77 193   |
| 52   | Arrowhead Stadium                           | Kansas City         | États-Unis     | 1923      | Football américain                                     | 76 416   |
| 53   | Donald W. Reynolds Razorback Stadium        | Fayetteville        | États-Unis     | 1938      | Football américain                                     | 76 212   |
| 54   | Empower Field at Mile High                  | Denver              | États-Unis     | 2001      | Football américain                                     | 76 125   |
| 55   | Camp Randall Stadium                        | Madison             | États-Unis     | 1917      | Football américain                                     | 76 057   |
| 56   | Allianz Arena                               | Munich              | Allemagne      | 2005      | Football                                               | 75 024   |
| 57   | Spartan Stadium                             | East Lansing        | États-Unis     | 1957      | Football américain                                     | 75 005   |
| 58   | Bank of America Stadium                     | Charlotte           | États-Unis     | 1996      | Football américain                                     | 74 867   |
| 59   | Stade olympique de Berlin                   | Berlin              | Allemagne      | 1936      | Football                                               | 74 475   |
| 60   | Old Trafford                                | Manchester          | Angleterre     | 1910      | Football                                               | 74 310   |
| 61   | Stade international du Caire                | Le Caire            | Égypte         | 1960      | Football                                               | 74 100   |
| 62   | Millennium Stadium                          | Cardiff             | Pays de Galles | 1999      | Rugby à XV, football                                   | 73 931   |
| 63   | Caesars Superdome                           | La Nouvelle-Orléans | États-Unis     | 1975      | Football américain                                     | 73 208   |
| 64   | Stade Maracanã                              | Rio de Janeiro      | Brésil         | 1950      | Football                                               | 73 139   |
| 65   | Stade Nissan                                | Yokohama            | Japon          | 1998      | Football                                               | 72 327   |
| 66   | NRG Stadium                                 | Houston             | États-Unis     | 2002      | Football américain                                     | 72 220   |
| 67   | Highmark Stadium                            | Orchard Park        | États-Unis     | 1973      | Football américain                                     | 71 608   |
| 68   | Legion Field                                | Birmingham          | États-Unis     | 1927      | Football américain                                     | 71 594   |
| 69   | Mercedes-Benz Stadium                       | Atlanta             | États-Unis     | 2017      | Football américain, football                           | 71 000   |
| 70   | M&T Bank Stadium                            | Baltimore           | États-Unis     | 1998      | Football américain                                     | 70 745   |
| 71   | Stade olympique de Rome                     | Rome                | Italie         | 1952      | Football                                               | 70 634   |
| 72   | San Diego Stadium                           | San Diego           | États-Unis     | 1967      | Football américain                                     | 70 561   |
| 73   | Estadio Metropolitano                       | Madrid              | Espagne        | 1994      | Football                                               | 70 460   |
| 74   | Husky Stadium                               | Seattle             | États-Unis     | 1920      | Football américain                                     | 70 083   |
| 75   | Stade olympique de Kiev                     | Kiev                | Ukraine        | 1923      | Football                                               | 70 050   |
| 76   | Stade olympique de Séoul                    | Séoul               | Corée du Sud   | 1984      | Football                                               | 69 950   |
| 77   | Stade olympique de Bakou                    | Bakou               | Azerbaïdjan    | 2015      | Football                                               | 69 870   |
| 78   | Stade olympique d'Athènes                   | Athènes             | Grèce          | 1982      | Football                                               | 69 618   |
| 79   | Kinnick Stadium                             | Iowa City           | États-Unis     | 1929      | Football américain                                     | 69 250   |
| 80   | Raymond James Stadium                       | Tampa               | États-Unis     | 1998      | Football américain                                     | 69 218   |
| 81   | Nissan Stadium                              | Nashville           | États-Unis     | 1999      | Football américain                                     | 69 143   |
| 82   | Stade olympique universitaire               | Mexico              | Mexique        | 1952      | Football                                               | 69 000   |
| 83   | Lumen Field                                 | Seattle             | États-Unis     | 2002      | Football américain, football                           | 68 740   |
| 84   | Stade national                              | Tokyo               | Japon          | 2019      | Football                                               | 68 698   |
| 85   | Levi's Stadium                              | Santa Clara         | États-Unis     | 2014      | Football américain                                     | 68 500   |
| 86   | Acrisure Stadium                            | Pittsburgh          | États-Unis     | 2001      | Football américain                                     | 68 400   |
| 87   | Stade de Londres                            | Londres             | Angleterre     | 2012      | Football                                               | 68 013   |
| 88   | Eden Gardens                                | Calcutta            | Inde           | 1894      | Cricket                                                | 68 000   |
| 89   | EverBank Stadium                            | Jacksonville        | États-Unis     | 1995      | Football américain                                     | 67 814   |
| 90   | Stade de Saint-Pétersbourg                  | Saint-Pétersbourg   | Russie         | 2017      | Football                                               | 67 800   |
| 91   | Northwest Stadium                           | Landover            | États-Unis     | 1997      | Football américain                                     | 67 617   |
| 92   | Lincoln Financial Field                     | Philadelphie        | États-Unis     | 2003      | Football américain                                     | 67 594   |
| 93   | Huntington Bank Field                       | Cleveland           | États-Unis     | 1999      | Football américain                                     | 67 431   |
| 94   | Stade Vélodrome                             | Marseille           | France         | 1937      | Football                                               | 67 394   |
| 95   | Stade Ferenc-Puskás                         | Budapest            | Hongrie        | 2019      | Football                                               | 67 215   |
| 96   | Murrayfield Stadium                         | Édimbourg           | Écosse         | 1925      | Rugby à XV                                             | 67 144   |
| 97   | The Dome at America's Center                | Saint-Louis         | États-Unis     | 1995      | Football américain                                     | 67 000   |
| 98   | U.S. Bank Stadium                           | Minneapolis         | États-Unis     | 2016      | Football américain                                     | 66 860   |
| 99   | Stade Yadegar-e Emam                        | Tabriz              | Iran           | 1996      | Football                                               | 66 833   |
| 100  | Stade Cícero-Pompeu-de-Toledo               | São Paulo           | Brésil         | 1960      | Football                                               | 66 795   |
| 101  | Stade de la Coupe du monde de Séoul         | Séoul               | Corée du Sud   | 2001      | Football                                               | 66 704   |
| 102  | Mineirão                                    | Belo Horizonte      | Brésil         | 1965      | Football                                               | 66 658   |
| 103  | Stade de Daegu                              | Daegu               | Corée du Sud   | 2001      | Football                                               | 66 422   |
| 104  | Stade olympique de Montréal                 | Montréal            | Canada         | 1976      | Football, football canadien                            | 66 308   |
| 105  | Lane Stadium                                | Blacksburg          | États-Unis     | 1965      | Football américain                                     | 65 632   |
| 106  | Estádio da Luz                              | Lisbonne            | Portugal       | 2003      | Football                                               | 65 592   |
| 107  | Paycor Stadium                              | Cincinnati          | États-Unis     | 2000      | Football américain                                     | 65 535   |
| 108  | Basra Sports City Stadium                   | Bassorah            | Irak           | 2014      | Football                                               | 65 227   |
| 109  | Stade des Ouvriers                          | Pékin               | Chine          | 1959      | Football                                               | 65 094   |
| 110  | Stade Rajamangala                           | Bangkok             | Thaïlande      | 1998      | Football                                               | 65 000   |
| 110  | Ford Field                                  | Détroit             | États-Unis     | 2002      | Football américain                                     | 65 000   |
| 110  | Allegiant Stadium                           | Las Vegas           | États-Unis     | 2020      | Football américain                                     | 65 000   |
| 110  | Stade Ibn-Batouta                           | Tanger              | Maroc          | 2002      | Football                                               | 65 000   |
| 114  | Hard Rock Stadium                           | Miami Gardens       | États-Unis     | 1987      | Football américain                                     | 64 767   |
| 115  | Gillette Stadium                            | Foxborough          | États-Unis     | 2002      | Football américain, football                           | 64 628   |
| 116  | Vaught-Hemingway Stadium                    | Oxford              | États-Unis     | 1915      | Football américain                                     | 64 038   |
| 117  | Stade du 5-Juillet-1962                     | Alger               | Algérie        | 1972      | Football                                               | 64 000   |
| 117  | Alamodome                                   | San Antonio         | États-Unis     | 1993      | Football américain                                     | 64 000   |
| 119  | Stade Saitama 2002                          | Saitama             | Japon          | 2001      | Football                                               | 63 700   |
| 120  | State Farm Stadium                          | Glendale            | États-Unis     | 2006      | Football américain                                     | 63 400   |
| 121  | Stade olympique de Munich                   | Munich              | Allemagne      | 1972      | Football                                               | 63 118   |
| 122  | Lucas Oil Stadium                           | Indianapolis        | États-Unis     | 2008      | Football américain                                     | 63 000   |
| 123  | Tottenham Hotspur Stadium                   | Londres             | Angleterre     | 2019      | Football                                               | 62 850   |
| 124  | Faurot Field                                | Columbia            | États-Unis     | 1926      | Football américain                                     | 62 621   |
| 125  | Ellis Park Stadium                          | Johannesbourg       | Afrique du Sud | 1928      | Football et rugby à XV                                 | 62 567   |
| 126  | Veltins-Arena                               | Gelsenkirchen       | Allemagne      | 2001      | Football                                               | 62 271   |
| 127  | LaVell Edwards Stadium                      | Provo               | États-Unis     | 1964      | Football américain                                     | 62 073   |
| 128  | Soldier Field                               | Chicago             | États-Unis     | 1924      | Football américain, football                           | 61 500   |
| 128  | Jack Trice Stadium                          | Ames                | États-Unis     | 1975      | Football américain                                     | 61 500   |
| 128  | Scott Stadium                               | Charlottesville     | États-Unis     | 2001      | Football américain                                     | 61 500   |
| 131  | Yale Bowl                                   | New Haven           | États-Unis     | 1914      | Football américain                                     | 61 446   |
| 132  | Stade du Centre sportif olympique de Nankin | Nankin              | Chine          | 2005      | Football                                               | 61 443   |
| 133  | Ross-Ade Stadium                            | West Lafayette      | États-Unis     | 1924      | Football américain                                     | 61 441   |
| 134  | Kroger Field                                | Lexington           | États-Unis     | 1973      | Football américain                                     | 61 000   |
| 135  | L&N Federal Credit Union Stadium            | Louisville          | États-Unis     | 1998      | Football américain                                     | 60 800   |
| 136  | Stade Benito-Villamarín                     | Séville             | Espagne        | 1929      | Football                                               | 60 721   |
| 137  | Emirates Stadium                            | Londres             | Angleterre     | 2006      | Football                                               | 60 704   |
| 138  | Memorial Stadium                            | Champaign           | États-Unis     | 1923      | Football américain                                     | 60 670   |
| 139  | Mississippi Veterans Memorial Stadium       | Jackson             | États-Unis     | 1941      | Football américain                                     | 60 492   |
| 140  | Abuja Stadium                               | Abuja               | Nigeria        | 2003      | Football                                               | 60 491   |
| 141  | Celtic Park                                 | Glasgow             | Écosse         | 1892      | Football                                               | 60 411   |
| 142  | Davis Wade Stadium                          | Starkville          | États-Unis     | 1914      | Football américain                                     | 60 311   |
| 143  | Jawaharlal Nehru Stadium                    | New Delhi           | Inde           | 1982      | Cricket, football                                      | 60 254   |
| 144  | Stade Centenario                            | Montevideo          | Uruguay        | 1930      | Football                                               | 60 235   |
| 145  | Jones AT&T Stadium                          | Lubbock             | États-Unis     | 1947      | Football américain                                     | 60 229   |
| 146  | Camping World Stadium                       | Orlando             | États-Unis     | 1936      | Football américain                                     | 60 219   |
| 147  | MHPArena                                    | Stuttgart           | Allemagne      | 1933      | Football                                               | 60 058   |
| 148  | Stade Alassane-Ouattara                     | Abidjan             | Côte d'Ivoire  | 2020      | Football                                               | 60 012   |
| 149  | Stade Léopold-Sédar-Senghor                 | Dakar               | Sénégal        | 1985      | Football                                               | 60 000   |
| 149  | National Sports Stadium                     | Harare              | Zimbabwe       | 1994      | Football                                               | 60 000   |
| 149  | Stade olympique de Radès                    | Tunis               | Tunisie        | 2001      | Football                                               | 60 000   |
| 149  | Milan Puskar Stadium                        | Morgantown          | États-Unis     | 1980      | Football américain                                     | 60 000   |
| 149  | Stade Benjamin Mkapa                        | Dar es Salam        | Tanzanie       | 2007      | Football                                               | 60 000   |
| 149  | Centre sportif international Moi            | Kasarani (en)       | Kenya          | 1987      | Football                                               | 60 000   |
| 149  | Stade de football d'Olembe                  | Olembé              | Cameroun       | 2019      | Football                                               | 60 000   |